# Beleg van Nagakubo
Het Beleg van Nagakubo was een slag tijdens de Japanse Sengoku-periode. Het beleg vond plaats in 1543 en was een van de stappen van Takeda Shingen om zijn macht in de provincie Shinano te vergroten. Shingen veroverde het kasteel Nagakubo van zijn voormalige bondgenoot Oi Sadataka, die hem had verlaten en zich geallieerd had met Murakami Yoshikiyo. Oi werd als gevangene naar Kofu gebracht, de thuisbasis van de Takeda-clan, waar hij zou worden gedood.